# Superammasso del Dragone-Orsa Maggiore
Il Superammasso del Dargone-Orsa Maggiore (SCl 257) è un superammasso di galassie situato nelle costellazione del Dragone e dell'Orsa Maggiore alla distanza di 337 milioni di parsec dalla Terra (oltre 1 miliardo di anni luce).
Si stima una lunghezza di circa 43 milioni di parsec.
È formato dagli ammassi di galassie Abell 718, Abell 786, Abell 809, Abell 818, Abell 848, Abell 948, Abell 1029, Abell 1123, Abell 1150, Abell 1297, Abell 1301, Abell 1381, Abell 1484 e Abell 1536.